# Viàlkovo
Viàlkovo (en rus: Вьялково) és un poble de l'óblast de Tiumén, a Rússia, que en el cens del 2010 tenia 80 habitants.